# Mustafa Akıncı
Mustafa Akıncı (Limasol, 28 de diciembre de 1947) es un político turcochipriota, presidente de la República Turca del Norte de Chipre desde abril de 2015 hasta octubre de 2020.

## Biografía
Estudió Arquitectura en la Universidad Técnica de Medio Oriente, regresando a Chipre en 1973.
Se convirtió en el primer alcalde electo de la municipalidad turca de Nicosia (más tarde Nicosia del Norte) en 1976 a la edad de 28 años, derrotando a un candidato respaldado por el presidente Rauf Denktaş, como candidato del Partido Comunal de Liberación (TKP). Ocupó este cargo durante un período ininterrumpido de 14 años hasta 1990. Durante ese período, colaboró con el entonces alcalde grecochipriota de Nicosia, Lellos Demetriades, en la implementación del proyecto de alcantarillado de la ciudad y el Plan Maestro de Nicosia. Dicho Plan Maestro recibió el ‘World Habitat Award’ en 1989 y el Premio Aga Khan de Arquitectura en 2007. Además, en 2003, Akıncı y Demetriades recibieron la 'Medalla de Honor Europa Nostra' por la preservación del entorno histórico y arquitectónico de la ciudad.
Mientras tanto, adquirió prominencia y ganó influencia dentro del TKP, primero se convirtió en Secretario General y luego en líder en 1987. Dejó el partido en 2001.
Fue miembro de la Asamblea de la República entre 1993 y 2009 y vice primer ministro y ministro de estado entre 1999 y 2001. Fue candidato a presidente en 1995 y 2000.
Fundó el Movimiento por la Paz y la Democracia en 2003, siendo su líder. Los principales objetivos del partido eran la promoción de la reunificación de Chipre basada en el Plan Annan de las Naciones Unidas y la consiguiente adhesión a la Unión Europea de la isla reunificada.
Volvió a presentarse como candidato a presidente en las elecciones de 2015, obteniendo el 60,50 % de los votos en la segunda vuelta, derrotando a Derviş Eroğlu. De esta forma, se convirtió en el cuarto presidente histórico de la República Turca del Norte de Chipre y el primero que no ejerció previamente el cargo de primer ministro de su predecesor, ya que Rauf Denktaş no tuvo predecesor en el cargo de presidente.